# 1930 FIFAワールドカップ・決勝
1930年FIFAワールドカップ決勝は、1930年FIFAワールドカップ初代王者を決めるサッカートーナメントの試合である。ウルグアイとアルゼンチンは、1928年オリンピックの金メダルの再戦で対戦し、ウルグアイが再試合の末に勝利した。
決勝戦は7月30日、水曜日にウルグアイのモンテビデオにあるエスタディオ・センテナリオで行われた。日曜日以外の日に行われたワールドカップの決勝戦は、1966年FIFAワールドカップの決勝戦が土曜日に行われたため、2回しかない。どちらのチームが試合球を提供するかという点で、この試合に向けて意見の違いがあり、FIFAは、前半はアルゼンチン、後半はウルグアイがボールを提供するという妥協案を提示した。
スタジアムのゲートはキックオフの6時間前、朝の8時に開かれ、正午にはグラウンドは満員となり、公式には93,000人を収容した。 ウルグアイはハーフタイムに2-1のビハインドを跳ね返し、4-2でオリンピック金メダルとワールドカップ優勝に成功した。
ウルグアイ代表監督のアルベルト・スピ―シは当時31歳で、FIFAワールドカップ優勝チームの最年少監督として、現在も記録を保持している。FIFA会長ジュール・リメは、ウルグアイにワールドカップ・トロフィーを贈呈した。ブエノスアイレスでは、暴徒がウルグアイ領事館に投石したという出来事も起こった。
| Team       | Pld | W | D | L | GF | GA | GD | Pts |
| ---------- | --- | - | - | - | -- | -- | -- | --- |
| ウルグアイ | 2   | 2 | 0 | 0 | 5  | 0  | +5 | 4   |
| ルーマニア | 2   | 1 | 0 | 1 | 3  | 5  | −2 | 2   |
| ペルー     | 2   | 0 | 0 | 2 | 1  | 4  | −3 | 0   |

| Team         | Pld | W | D | L | GF | GA | GD | Pts |
| ------------ | --- | - | - | - | -- | -- | -- | --- |
| アルゼンチン | 3   | 3 | 0 | 0 | 10 | 4  | +6 | 6   |
| チリ         | 3   | 2 | 0 | 1 | 5  | 3  | +2 | 4   |
| フランス     | 3   | 1 | 0 | 2 | 4  | 3  | +1 | 2   |
| メキシコ     | 3   | 0 | 0 | 3 | 4  | 13 | −9 | 0   |

前半12分、パブロ・ドラドが先制したが、その8分後、アルゼンチンのFWカルロス・ペウセルが強烈なシュートでGKエンリケ・バレストレロを破り、同点に追いついた。37分には、大会得点王のギジェルモ・スタビレがゴールを決め、アルゼンチンが2-1とリードして前半を折り返す。ウルグアイは後半12分にペドロ・セアのゴールで同点に追いつき、68分にサントス・イリアルテのゴールで再びリードを奪った。後半44分、エクトル・カストロが4-2とし、ウルグアイがワールドカップ初優勝を飾った。
| 1930年7月30日 15:30 |

| ウルグアイ                                                | 4 - 2    | アルゼンチン                      |
| ドラド 12分 · セア 57分 · イリアルテ 68分 · カストロ 89分 | レポート | ペウチェレ 20分 · スタービレ 37分 |

| エスタディオ・センテナリオ（モンテビデオ） 観客数: 68,346人 主審: John Langenus |

| ウルグアイ | アルゼンチン |

| GK                   |  | エンリケ・バレステロス     |
| RB                   |  | ホセ・ナサシ               |
| LB                   |  | エルンスト・マスチェローニ |
| RH                   |  | ホセ・アンドラーデ         |
| CH                   |  | ロレンソ・フェルナンデス   |
| LH                   |  | アルバロ・ヘスティード     |
| OR                   |  | パブロ・ドラド             |
| IR                   |  | エクトル・スカローネ       |
| CF                   |  | エクトル・カストロ         |
| IL                   |  | ペドロ・セア               |
| OL                   |  | サントス・イリアルテ       |
| 監督:                |  |                            |
| アルベルト・スピーシ |  |                            |

| GK                                              |  | フアン・ボタッソ             |
| RB                                              |  | ホセ・デラ・トーレ           |
| LB                                              |  | フェルナンド・パテルノステル |
| RH                                              |  | フアン・エバリスト           |
| CH                                              |  | ルイス・モンティ             |
| LH                                              |  | アリコ・スアレス             |
| OR                                              |  | カルロス・ペウチェレ         |
| IR                                              |  | フランシスコ・バラージョ     |
| CF                                              |  | ギジェルモ・スタービレ       |
| IL                                              |  | マヌエル・フェレイラ         |
| OL                                              |  | マリオ・エバリスト           |
| 監督:                                           |  |                              |
| フランシスコ・オラサル フアン・ホセ・トラムトラ |  |                              |

| Assistant referees: Ulises Saucedo (Bolivia) Henri Christophe (Belgium) | 試合ルール - 90分 - 30 minutes of extra time if necessary - Replay if scores still level - No substitutions permitted |